# جان فریزر (بازیکن فوتبال، زاده ۱۹۵۳)
جان فریزر (انگلیسی: John Fraser؛ زادهٔ ۱۲ ژوئیهٔ ۱۹۵۳) بازیکن فوتبال اهل بریتانیا است.
از باشگاه‌هایی که در آن بازی کرده‌است می‌توان به باشگاه فوتبال آکسفورد سیتی، باشگاه فوتبال فولام، و باشگاه فوتبال برنتفورد اشاره کرد.